# Viviane Sassen
Viviane Sassen (Ámsterdam, 5 de julio de 1972) es una artista neerlandesa, fotógrafa renombrada que trabaja en el mundo de la moda y de las bellas artes. Es conocida por el uso de las formas geométricas, a menudo utilizadas en abstracciones de cuerpos. Su obra ha sido extensamente publicada y exhibida. Además está incluida en la Exposición Nueva Fotografía en el Museum of Modern Art (MoMA). Ha creado campañas para Miu Miu, Stella McCartney y Louis Viutton, entre otros. Ha ganado el premio holandés Prix de Rome (2007) y el Infinity Award del Centro Internacional de Fotografía.

## Trayectoria
Sassen vivió en Kenia durante su infancia y a menudo trabaja en África. Empezó a estudiar moda en Arnhem, pero pronto cambió a la fotografía.  Cursó el máster en Bellas Artes en la Real Academia de Arnhem. Pertenece a una generación de artistas y fotógrafos/as que trabajan en proyectos personales, editoriales y comerciales adoptando una actitud interdisciplinaria. Sassen declaró: "deberíamos ser capaces de juzgar una fotografía en ámbitos diferentes, en políticos, sociales, emocionales, pero también en ámbitos personales."
Es conocida por su particular uso de formas geométricas, a menudo abstracciones corporales. Los cuerpos fotografiados aparecen entrelazados en muchas de sus imágenes, inspirándose en el contacto físico diario con desconocidos que ella misma experimentó en África. Consciente de las imágenes estereotipadas de hambruna y pobreza que en muchas ocasiones se divulgan sobre África, suele incluir elementos contemporáneos en sus imágenes sobre este continente como teléfonos móviles y coches.
Fue seleccionada para el Premio de Fotografía Deutsche Börse 2015 por su exposición Umbra at Nederlands Fotomuseum.

## Monografías
- Flamboya. Contrasto, 2008. ISBN 978-88-6965-139-7.
- Parasomnia. Prestel, 2011. ISBN 978-3-7913-4521-5.
- Hijo de dado Sien Alles. Libraryman, 2011. ISBN 978-91-86269-19-7.
- Roxane. Oodee Publicando, 2012. ISBN 978-0-9570389-1-2.
- En y fuera de moda. Prestel, 2012. ISBN 978-3-7913-4828-5.
- Etan&Me. Odee Publicando, 2013. ISBN 978-0-9570389-4-3.

## Exposiciones

### Solo exhibiciones (seleccionadas)
- 2001: I see you gorgeous blossom special, Fotofestival Naarden, Naarden Vesting, the Netherlands.
- 2010: Flamboya, Danziger Projects, Nueva York, EE. UU.
- 2012: Parasomnia, Stevenson, Cape Town.
- 2013: In and Out of Fashion', Les Rencontres d’Arles Photo Festival, Arles, France.
- 2014: Pikin Slee y Etan & Me, Stevenson Galería, Capetown, South-Africa.
- 2014: Umbra, Nederlands Fotomuseum, Rotterdam, the Netherlands.
- 2014: Analemma: Fashion Photography 1992 - 2012, Photographer's Gallery, London, 31 de octubre de 2014-18 de enero de 2015.[12]
- 2023: Phosphor: Art & Fashion 1990-2023, retrospectiva compuesta por más de 200 obras. Maison Européenne de la Photographie (TMEP), París,18 de octubre de 2023-11 de febrero de 2024.[13]

### Exposiciones colectivas
- 2011/2012: New Photography 2011, Museo de Arte Moderno, Nueva York, septiembre de 201-enero de 2012. Fotografías por Sassen y Moyra Davey, Zhang Dali, George Georgiou, Deana Lawson y Doug Rickard.[2]
- 2012: The Youth Code, part of Daegu Photo Biennale, Corea del Sur. Trabajo incluido por Sassen así como Anouk Kruithof, Ryan McGinley y Willem Popelier.[14]

## Premios
- 2007: Prix de Roma por su serie de fotografía Ultra Violet en África.[4]
- 2011: Infinity Award, Centro Internacional de Fotografía.[5]
- 2015: Honorary Fellowship of the Royal Photographic Society .[15]
- 2015: David Octavius Hill Medal de la Academia de Fotografía alemana[16]